# Ouratea hilaireana
Ouratea hilaireana är en tvåhjärtbladig växtart som beskrevs av Van Tiegh.. Ouratea hilaireana ingår i släktet Ouratea och familjen Ochnaceae. Inga underarter finns listade i Catalogue of Life.